# 旭興正
旭 興正（あさひ おきまさ、1911年（明治44年） - 1998年（平成10年））は、日本の獣医学者。獣医学博士。北里大学獣医学部教授、動物衛生研究所東北支場長を務めた。

## 略歴・人物
長野県生まれ。旧制松本第二中学（現長野県松本県ヶ丘高等学校）、旧制松本高校を経て、東京帝国大学農学部卒業。1955年（昭和30年）北海道大学より獣医学博士授与。獣医学領域でのリステリア症やヨーネ病の研究を行った。
北里大学獣医学部獣医畜産学研究科教授、1959年（昭和34年）から1967年（昭和41年）まで動物衛生研究所東北支場長を務めた。

## 親族
興正は、同じ獣医学者で弘前大学名誉教授佐々木直亮の記した「親戚覚書」によれば、直亮の祖父（佐々木哲之進）の姉（なよ）で、その孫にあたるあき子と結婚した。佐々木直亮とは親戚関係にあたる。

## 著書・共著
- 旭興正「家畜のListeria症について」『医学と生物学』第21巻第2号、緒方医学化学研究所医学生物学速報会、1951年10月、76-79頁、ISSN 00191604、NAID 40017480156。
- 旭興正, 細田哲哉「12. 家畜のリステリア症について IV. 山羊の自然感染要約の探求」『日本獸醫學雜誌』第14巻第6号、日本獣医学会、1952年12月、317-318頁、ISSN 00215295、NAID 110003984257。
- 細田哲哉, 旭興正, 秋山綽, 坪正「豚Listeria症の発生報告」『日本獣医師会雑誌』第7巻第11号、日本獣医師会、1954年、493-497頁、doi:10.12935/jvma1951.7.493、ISSN 0446-6454。
- 旭興正「日本におけるリステリア病」『日本獣医師会雑誌』第8巻第12号、日本獣医師会、1955年、603-609頁、doi:10.12935/jvma1951.8.603、ISSN 0446-6454。
- 旭興正, 秋山綽, 佐野敬二, 柚木弘之「122 牛の慢性血尿症調査」『日本獸醫學雜誌』第22巻、日本獣医学会、1960年12月、444頁、ISSN 00215295。 (要購読契約)
- 旭興正, 秋山綽 , 佐野敬二, 柚木弘之「122 牛の慢性血尿症調査」『日本獸醫學雜誌』第22巻、日本獣医学会、1960年12月、444頁、ISSN 00215295、NAID 110003977529。 (要購読契約)
- 旭興正, 佐野敬二「48 リステリア病の疫学調査 : II. 野生ネズミのり菌に対する感受性について」『日本獸醫學雜誌』第24巻、日本獣医学会、1962年12月、394頁、ISSN 00215295、NAID 110003977850。 (要購読契約)
- 佐々木昇, 古谷武, 佐野敬二, 海老洋一, 松井光蘭, 睦見真, 旭興正, 根本久, 小原輝久, 柴田芸平, 萩野克「29 東北における牛ヨーネ病の1発生例について」『日本獸醫學雜誌』第24巻、日本獣医学会、1962年12月、473-474頁、ISSN 00215295、NAID 110003978014。 (要購読契約)
- 旭興正, 岡基「32 めん羊リステリア脳炎の集団発生と感染経路について (第59回日本獣医学会記事)」『日本獸醫學雜誌』第27巻、日本獣医学会、1965年12月、356頁、ISSN 00215295、NAID 110003978161。 (要購読契約)
- 金田義宏, 岡基, 旭興正、「東北地方の一集約酪農地域における乳牛の繁殖状況ならびに繁殖障害発生要因に関する考察」『家畜繁殖研究會誌』 1969年 15巻 2号 p.68-76, doi:10.1262/jrd1955.15.68、日本繁殖生物学会
- 旭興正, 椿志郎, 工藤由紀, 諏佐信行, 宮野のり子, 青井義隆, 山分杜美子, 吉原丘二子「263 健康人糞便からの Listeria 菌検出について (公衆衛生学分科会)(第73回日本獣医学会)」『日本獸醫學雜誌』第34巻、日本獣医学会、1972年12月、136頁、ISSN 00215295、NAID 110003980795。 (要購読契約)